# Песчанский ручей
Песчанский ручей (также Песчаный ручей; укр. Струмок Піщаний) — ручей в городе Мелитополе на Украине, правый приток реки Молочной (бассейн Азовского моря).

## Описание
Ручей начинается около мелитопольского Авиагородка, за границей города. Протекает вдоль западной границы района Юровка, через дачный кооператив, пересекает улицу Островского, и оказывается на территории Мелитополя.
Далее ручей протекает через район Новый Мелитополь, где к нему выходят огороды частного сектора, сады и пустыри. На территории Нового Мелитополя через ручей переброшено 11 автомобильных мостов.
Ручей протекает под мостом, по которому проходит железная дорога Мелитополь—Джанкой и далее вдоль земель Мелитопольской садовой станции и гаражей.
В нижнем течении ручей служит северной границей исторического района Песчаное. Здесь ручей пересекают только 4 улицы: Ивана Алексеева (автодорога М-14), Богдана Хмельницкого (автодорога М-18), Павла Сивицкого и Александра Невского (также считается частью автодороги М-18, хотя большая часть потока машин идёт по другим улицам). Около проспекта Богдана Хмельницкого сохранился также старинный каменный мост, на котором сейчас устроен ресторан. Вдоль правого берега ручья (со стороны Песчаного) проходят улицы Панаса Мирного и Береговая, а вдоль левого берега — улица Дружбы. К ручью выходят гаражи, огороды частного сектора, луга и мотодром.
За Речной улицей ручей снова вытекает за границу города, протекает вдоль дачных кооперативов, сливается со старицей Молочной реки и впадает в реку на территории Константиновского сельского совета Мелитопольского района.

## Экология
Русло ручья приходится регулярно очищать от камыша и мусора, чтобы избежать паводков после таяния снега. Обычно работы проводятся в январе-феврале. Для борьбы с подтоплением грунтовыми водами, в 2011—2013 годах проводится более масштабная расчистка ручья. На отдельных участках ручей был углублён на 3 метра.

## Галерея

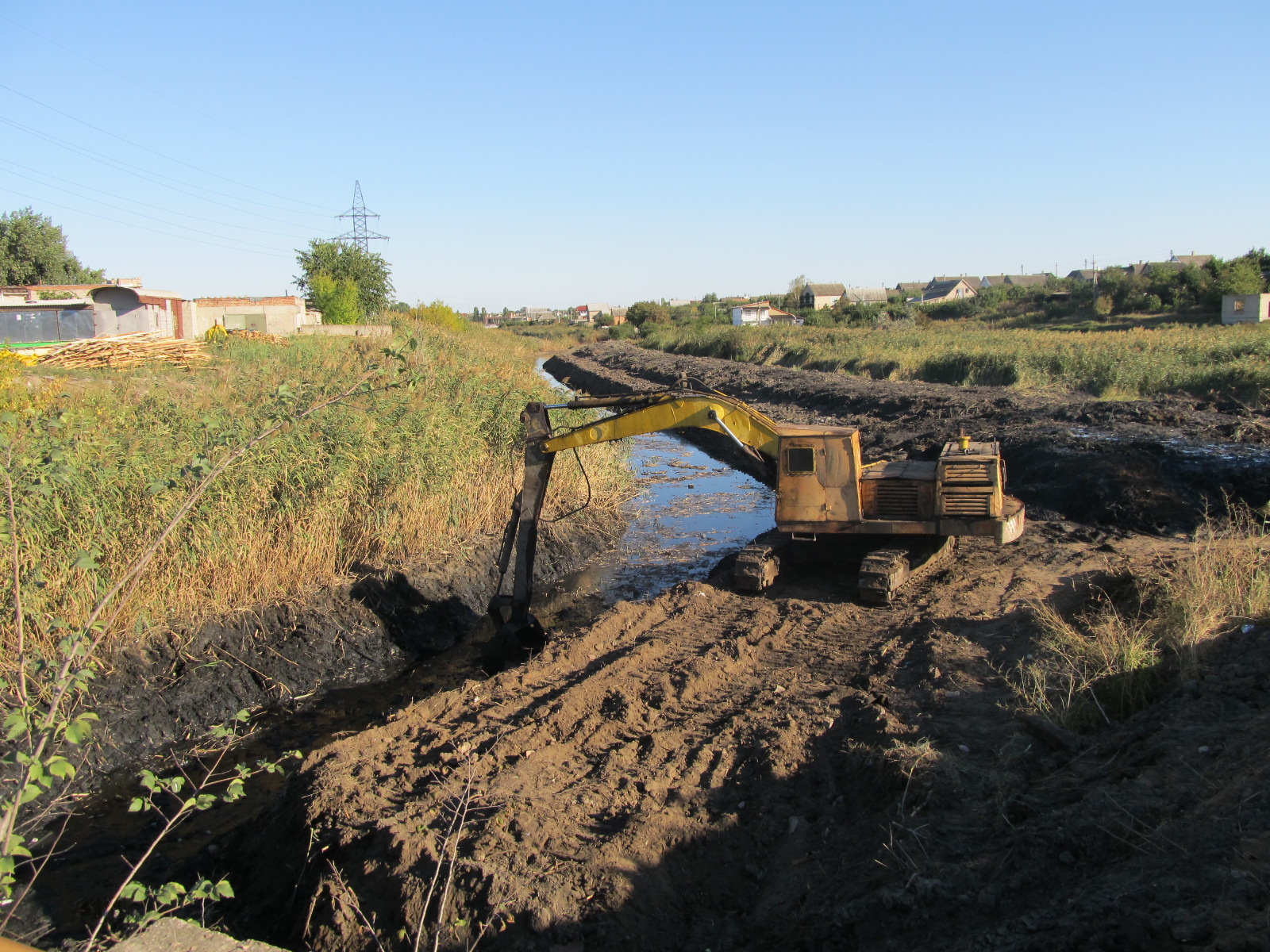
Расчистка ручья (район ул. Ивана Алексеева)
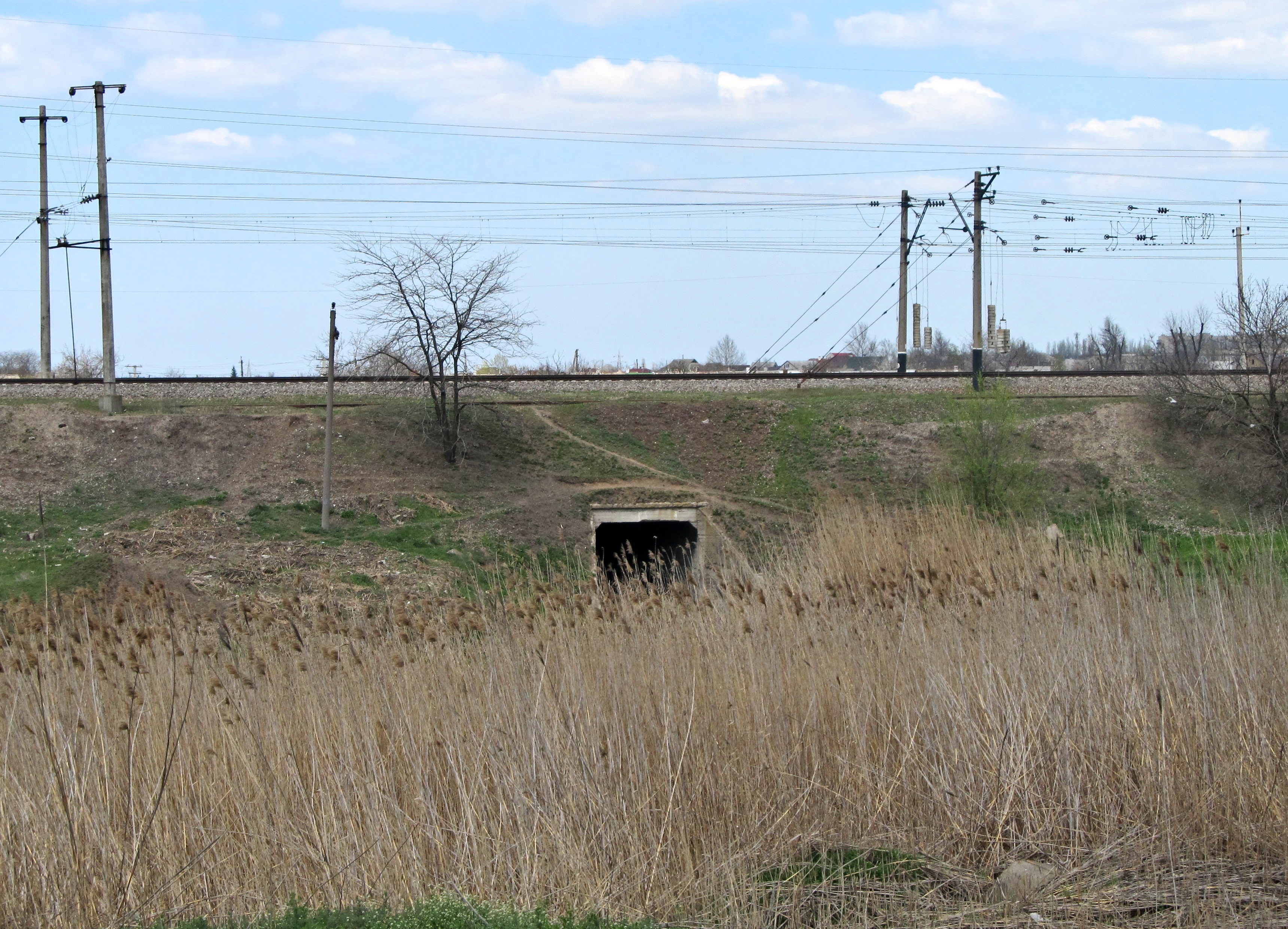
Железная дорога над ручьём
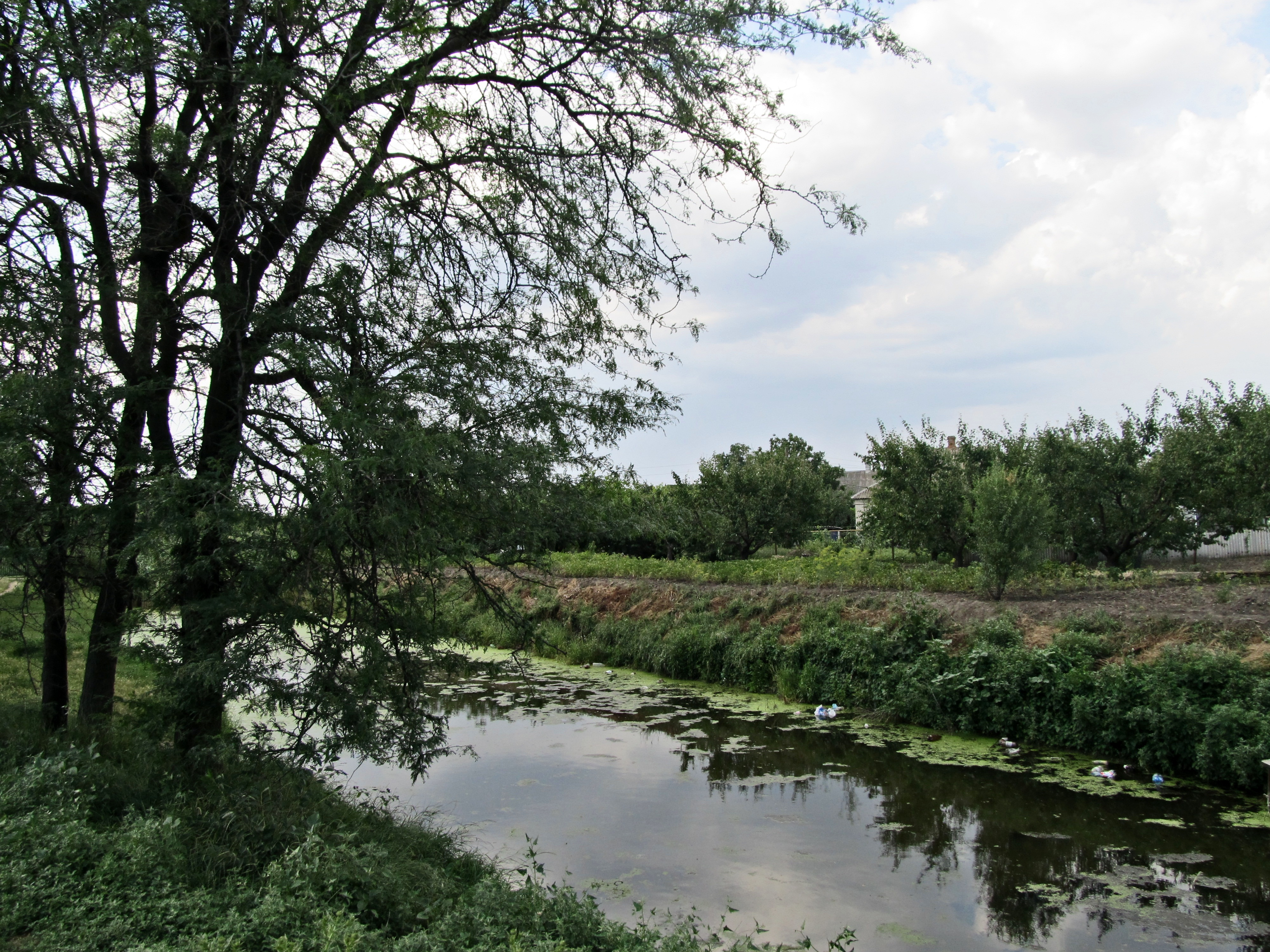
Ул. Вишневая
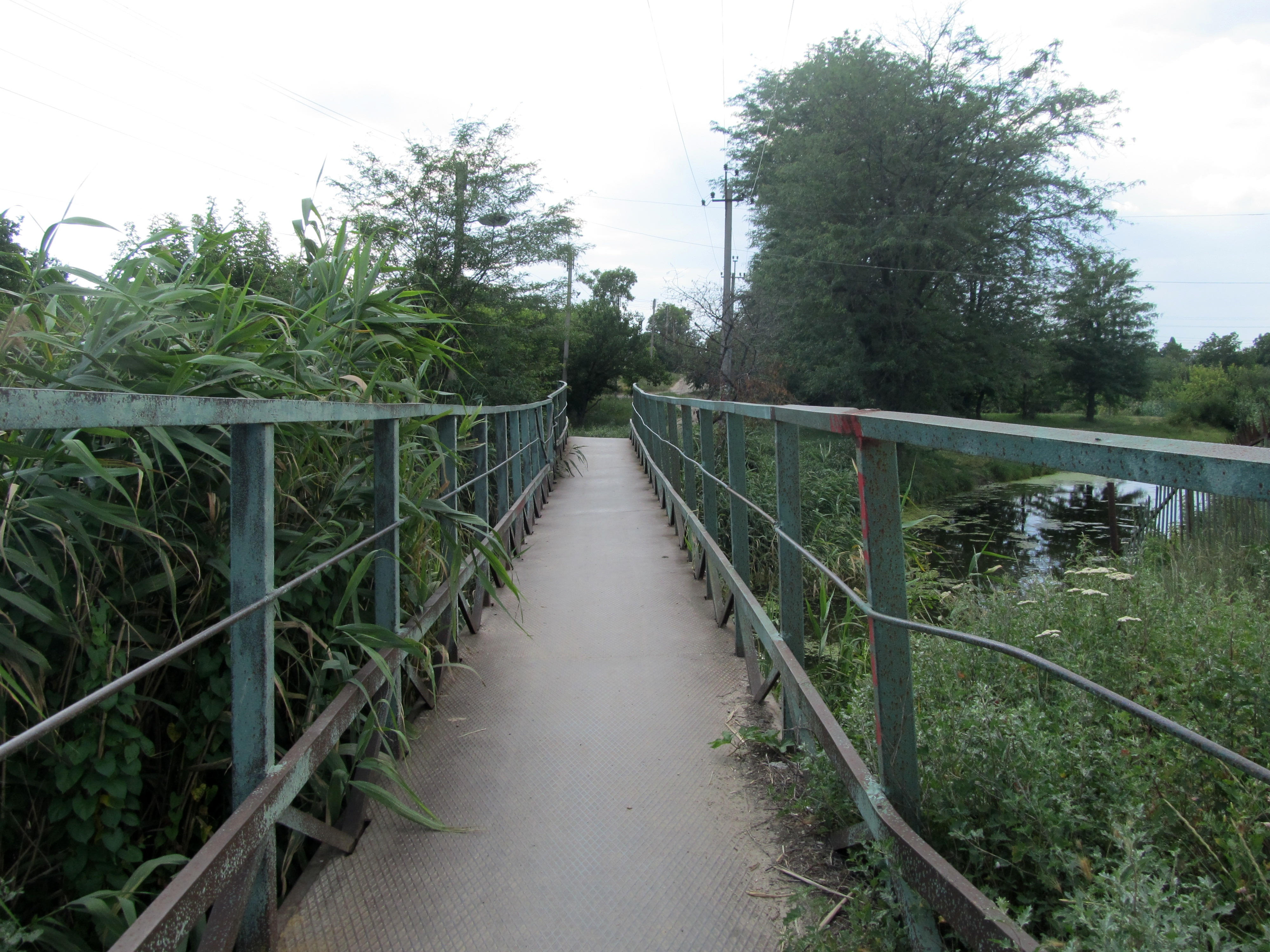
Мост на Вишневой ул.
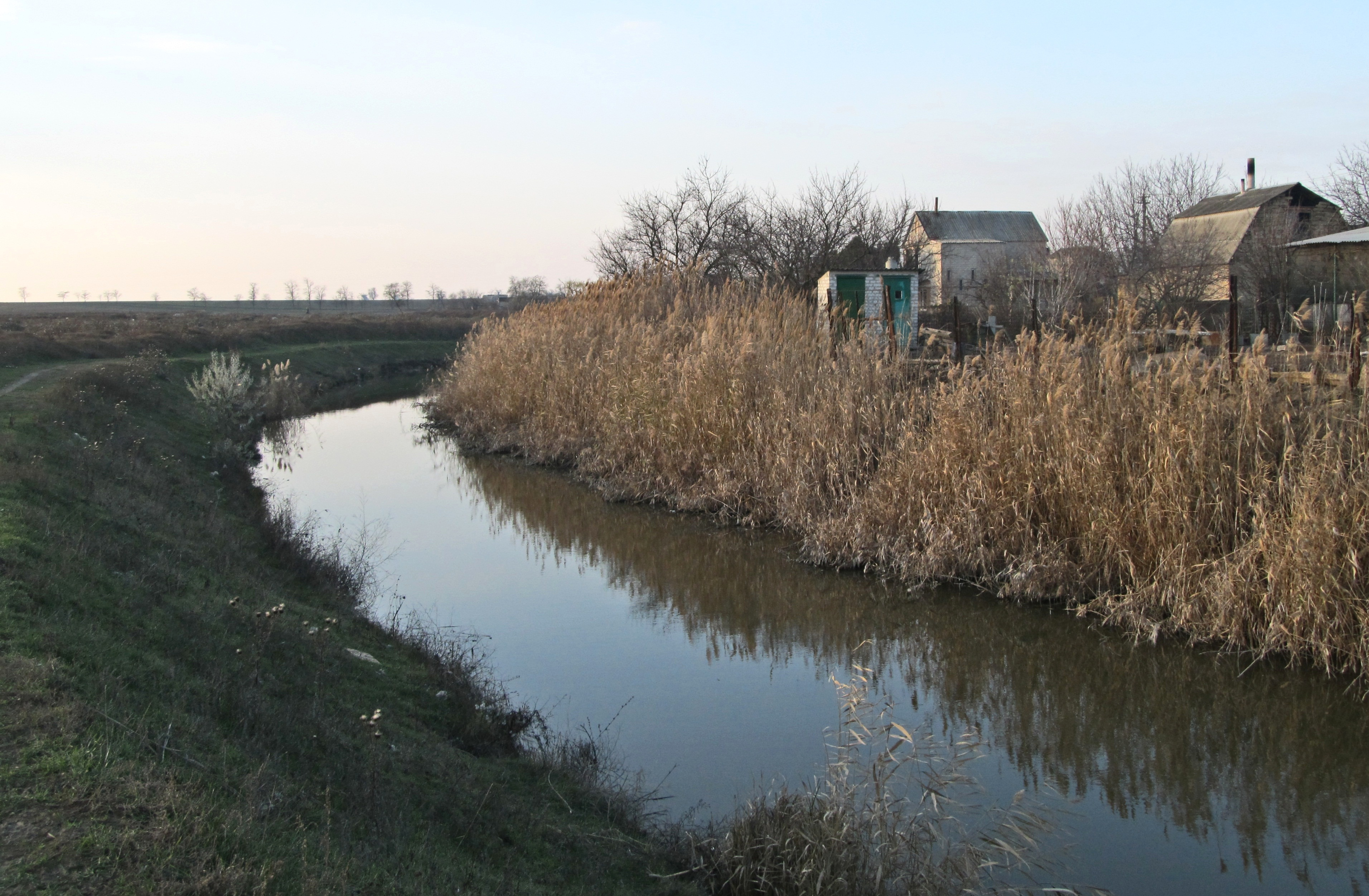
Дачные кооперативы за Новым Мелитополем
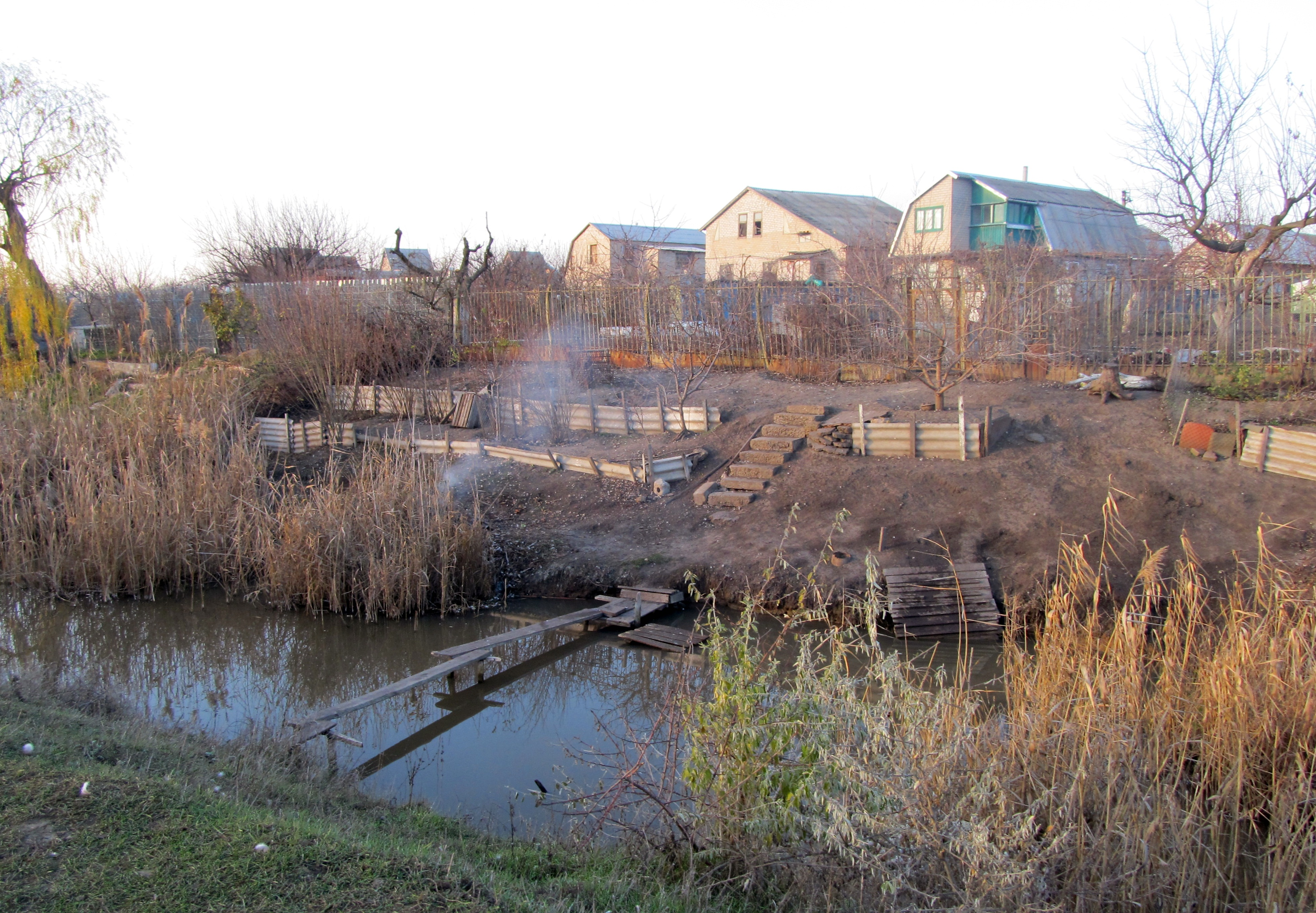
Дачные кооперативы за Новым Мелитополем
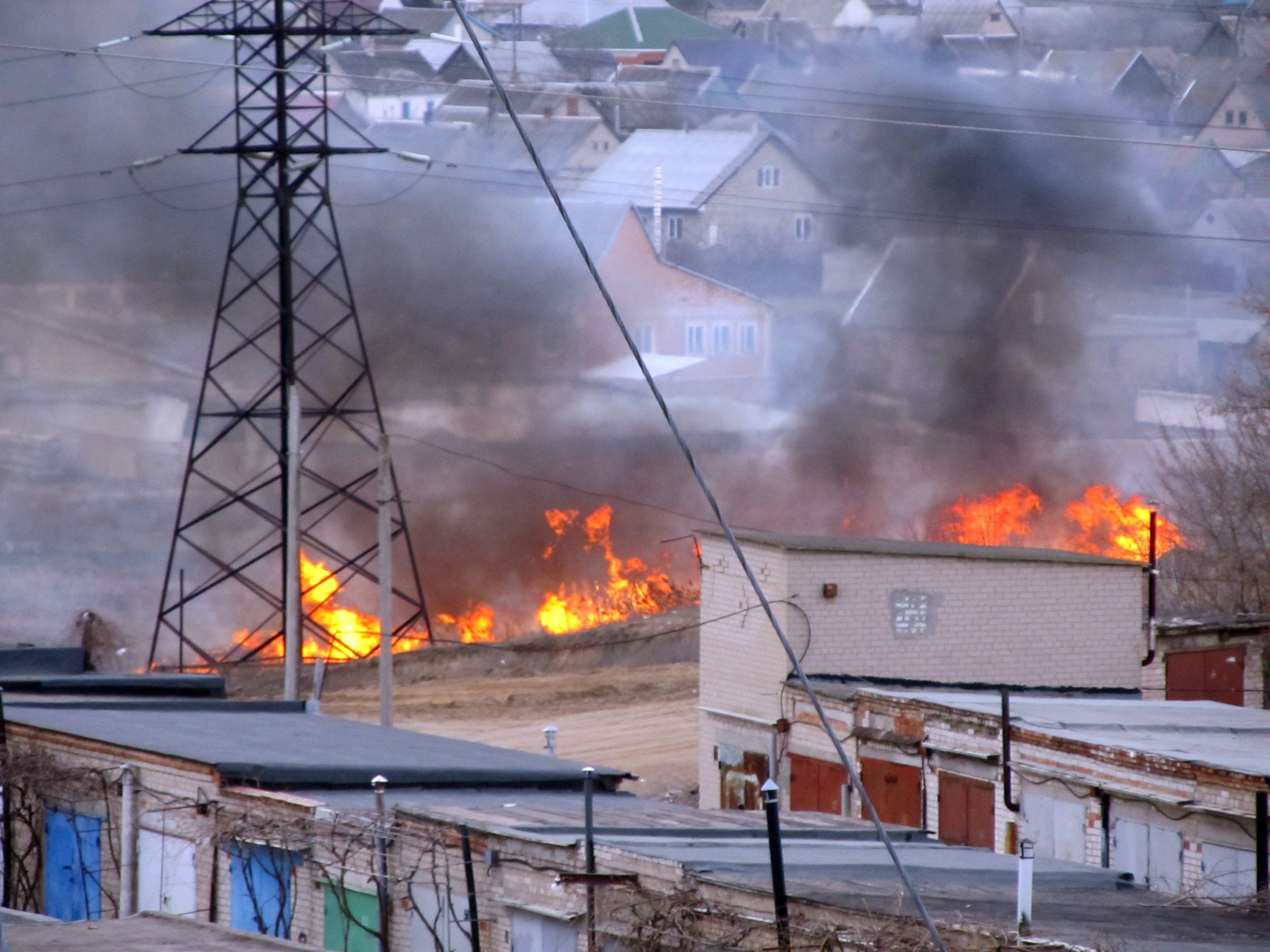
Горящие камыши (пр. Б. Хмельницкого)